# 12927 Pinocchio
12927 Pinocchio è un asteroide della fascia principale. Scoperto nel 1999, presenta un'orbita caratterizzata da un semiasse maggiore pari a 2,3041432 UA e da un'eccentricità di 0,1356739, inclinata di 3,80920° rispetto all'eclittica.
Fa parte della famiglia di asteroidi Flora.
Fu battezzato così in onore dell'omonimo personaggio di finzione creato dallo scrittore italiano Carlo Collodi.